# Кнуд Ерік Фіскер
Кнуд Ерік Фіскер (17 вересня 1960, Роскілле) — колишній данський футбольний арбітр. Арбітр ФІФА з 1995 по 2005 роки.

## Суддівська кар'єра
Фіскер дебютував в першості Данії 13 серпня 1993 року. Загалом відсудив 212 матчів у 13 сезонах данської Суперліги.
Судив фінали Кубка Данії: 1995, 2000, 2005
На міжнародному рівні судив матчі Кубка Інтертото та Ліги чемпіонів. Був четвертим арбітром на фіналі Ліги чемпіонів 2004 року в Гельзенкірхене.

## Після завершення кар'єри
Після завершення суддівської кар'єри Кнуд Ерік Фіскер працював з березня 2008 по лютий 2009 року в ФК «Нордвест», елітній структурі «Гольбек».

## Статистика матчів в Суперлізі Данії
| Сезон     | Кількість ігор | Всього попереджень | Попереджень за матч | Всього вилучень | Вилучень за матч |
| --------- | -------------- | ------------------ | ------------------- | --------------- | ---------------- |
| 1993/94   | 13             | 42                 | 3.23                | 2               | 0,15             |
| 1994/95   | 14             | 43                 | 3.07                | 6               | 0,43             |
| 1995/96   | 18             | 54                 | 3                   | 10              | 0,56             |
| 1996/97   | 21             | 60                 | 2.86                | 2               | 0,10             |
| 1997/98   | 18             | 53                 | 2.94                | 3               | 0,17             |
| 1998/99   | 18             | 54                 | 3                   | 4               | 0,22             |
| 1999/2000 | 16             | 65                 | 4.06                | 7               | 0,44             |
| 2000/01   | 15             | 43                 | 2.87                | 5               | 0,33             |
| 2001/02   | 16             | 27                 | 1.69                | 1               | 0,06             |
| 2002/03   | 15             | 45                 | 3                   | 7               | 0,47             |
| 2003/04   | 17             | 40                 | 2.35                | 3               | 0,18             |
| 2004/05   | 15             | 38                 | 2.53                | 2               | 0,13             |
| 2005/06   | 16             | 35                 | 2.19                | 2               | 0,125            |
| Всього    | 212            | 599                | 2.83                | 54              | 0,25             |

## Примітка
1. ↑  danskfodbold.com — DBU's Officielle Statistikere
2. ↑  Tre nye FIFA-dommere
3. ↑  Knud Erik Fisker i spidsen for Nordvest FC
4. ↑  Knud Erik Fisker er fortid i Nordvest FC